# 唇舌浮蚕
唇舌浮蚕（学名：Tomopteris ligulata）为浮蚕科浮蚕属的动物。分布于太平洋、大西洋，包括南海等海域，常生活于热带和亚热带海域。